# فرانك جونسون (لاعب كرة قدم أسترالية)
فرانك جونسون (بالإنجليزية: Frank Johnson)‏ هو لاعب كرة قدم أسترالية أسترالي، ولد في 3 يوليو 1932، وتوفي في 9 يوليو 2016 في ملبورن في أستراليا.

## وصلات خارجية
- فرانك جونسون على موقع AustralianFootball.com (الإنجليزية)
- فرانك جونسون على موقع AFLtables.com (الإنجليزية)